# Acioa schultesii
Acioa schultesii là một loài thực vật có hoa trong họ Cám. Loài này được Maguire mô tả khoa học đầu tiên năm 1951.